# María Jiménez

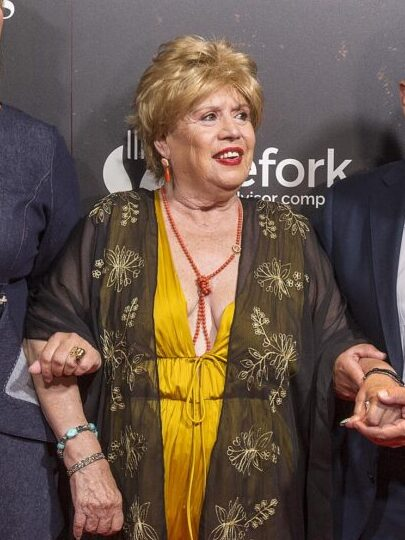
María Jiménez (2021)

María Jiménez Gallego (* 3. Februar 1950 in Sevilla; † 7. September 2023 ebenda) war eine spanische Sängerin, die in den ersten Jahren der spanischen Demokratie nach der Franco-Diktatur berühmt wurde.

## Biografie
Jiménez wurde in Triana, einem Stadtteil von Sevilla, geboren. Ihre kleine Schwester Isabel wurde 1955 geboren. In der noch jungen Demokratie Spaniens, nach der langen Diktatur Francisco Francos, begann sie in kleineren sevillanischen Bars, wie Las Brujas zu singen. Ihre Texte passten dank der liberalen Inhalte in den damaligen Zeitgeist.
Ihre erste Tochter María del Rocío, die 1968 geboren wurde, kam bei einem Autounfall am 7. Januar 1985 mit 17 Jahren ums Leben. Am 1. Juni 1980 heiratete María Jiménez den Schauspieler Pepe Sancho in der Kirche Santa Ana in Sevilla. Am 16. Februar 1983 kam deren gemeinsamer Sohn Alejandro Asunción Martínez Jiménez zur Welt. Jiménez und Sancho ließen sich 1984 scheiden, heirateten jedoch nach dem tragischen Tod von María del Rocío zwei Jahre später erneut in Costa Rica.
María Jiménez starb im September 2023 im Alter von 73 Jahren.

## Diskografie

### Alben
- 1975: Siempre, siempre te tendré/Aún quiero recordar (Single, Ariola 13.510-A, als María La Pipa)
- 1976: María Jiménez
- 1978: María Jiménez (Vuelve otra vez)[4]
- 1979: Resurrección de la alegría
- 1980: Sensación
- 1981: De distinto modo
- 1982: Frente al amor
- 1983: Por primera vez
- 1984: Voy a darte una canción
- 1986: Seguir viviendo
- 1987: Alma salvaje
- 1988: Rocíos
- 1993: Átame a tu cuerpo
- 1995: Eres como eres
- 2002: Donde más duele (canta por Sabina) (ES: ×2Doppelplatin )[5]
- 2003: De María... a María con sus dolores! (ES: Gold)
- 2005: Canta José Alfredo Jiménez
- 2006: Bienaventurados
- 2011: Que pena tené que dejá la copla pa se cajera (zusammen mit Grupo Raskayú)
- 2020: La vida a mi manera

### Singles (Auswahl)
- 1978: Se Acabó (ES: Gold)
- 2019: ¡Qué Felicidad La Mía! - 30 Años En La Música (mit Miguel Poveda; ES: Gold)

## Filmografie
Manuela
- Jahr: 1976
- Regie: Gonzalo García Pelayo

Perdóname amor
- Jahr: 1982
- Regie: Luis Gómez Valdivieso

La vida siempre es corta (Kurzfilm)
- Jahr: 1994
- Regie: Miguel Albaladejo

Hostal Royal Manzanares (Serie)
- Jahr: 1996
- Regie: Sebastián Junyent

Todos los hombres sois iguales (Serie)
- Jahr: 1997
- Regie: Jesús Font

¡Ja me maaten...!
- Jahr: 2000
- Regie: Juan Antonio Muñoz

Yo puta
- Jahr: 2004
- Regie: Luna

Amar en tiempos revueltos (Serie)
- Jahr: 2006
- Regie: Lluis María Güell y Orestes Lara

Los mánagers
- Jahr: 2006
- Regie: Fernando Guillén Cuervo